# Syncollesis ankalirano
Syncollesis ankalirano là một loài bướm đêm trong họ Geometridae.